# Chupachús

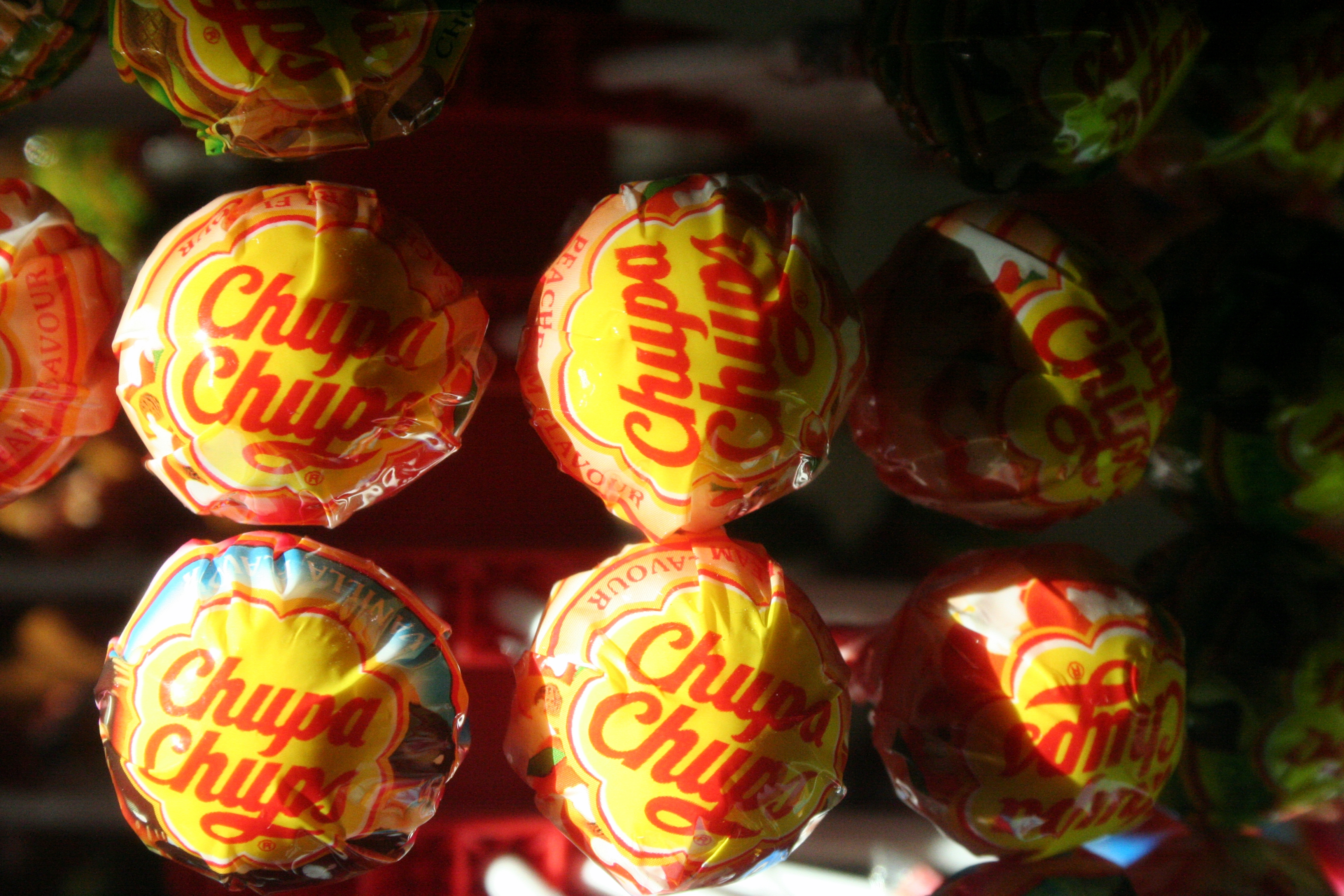
Chupachús de la marca Chupa Chups.

Un chupachús, chupetín, chupaleta, chupeta, chupachupa, pirulín, popi o cóyac es un caramelo duro y colorido de unos 2 a 3 cm de diámetro, de forma esférica u ovalada, generalmente de vainilla o fresa, con un palito insertado en el centro de la esfera que sirve para sostenerlo, puede ser macizo o estar relleno de chicle, chocolate, etc.

## Origen
Se desconoce el verdadero origen de la piruleta, no obstante George Smith se atribuye su creación. Él se desempeñaba como empleado de una fábrica de caramelos en Gran Bretaña allá por la primera década de 1900. Se le ocurrió unir un caramelo plano con un palo y se lo propuso a su jefe, quien de inmediato aceptó la propuesta. El producto final fue llamado “Lolly Pop”, que coincidía con la denominación de uno de los caballos de carrera más exitosos de la época.
A pesar de ello, son varias las leyendas que se esconden detrás del origen del caramelo unido a un palo. Una de ellas se ubica en la Edad Media donde la nobleza acostumbraba a degustar azúcar cocido con la colaboración de mangos o palitos. En Estados Unidos, por ejemplo, son varias las empresas que han reclamado la autoría de la moderna piruleta, pero sus razones se han visto distorsionadas en el transcurso del tiempo. Incluso otra versión establece la invención del chupetín en la Guerra Civil Americana entre 1861 y 1865.
En España en 1958, fue introducido al mercado el primer caramelo de la historia con forma de bola incrustada en un palito fabricada por Granja Asturias S.A. y con la marca de Chupa Chups. A pesar del mal momento económico que atravesaba el país, los análisis de mercado hacían favorable la venta de bolas dulces y azucaradas para menores de 16 años. Fue así como surgió el nombre de Enric Bernat, hijo de confiteros además de ser un empresario ambicioso, quien pensó en una bola con azúcar y un palito para evitar pegotearse las manos. Así surgió la idea del chupachups en España y que hoy se disfruta a nivel mundial.

## Otros caramelos con palito
Otros caramelos con palito, similares pero no iguales, son:
- El caramelo cónico con palito (pirulí, pirulín o chupirul).
- El caramelo plano con palito (chupeta, chupete, loli, paleta de caramelo, palidulce o piruleta).

## Nombres en distintos países
| País                 | Nombre |
| -------------------- | --- |
| Argentina            | chupetin |
| Uruguay              | chupetín, chupa chupa |
| Paraguay             | chupetín |
| Bolivia              | chupete |
| Chile                | chupete, lolly pop, coyac (tomado de la serie Kojak) |
| Perú                 | chupetín, chupete, Globo Pop |
| Ecuador              | chupete |
| Colombia             | bombón, bon bon bum (originado en la marca de dulces fabricados por la empresa Colombina), colombina (originado en la marca de dulces fabricados por la empresa Colombina) |
| Venezuela            | chupeta, tico pop (nombre dado por metonimia de una marca de esta golosina elaborada por Chocolates La India bajo licencia de la firma española Fiesta).                   |
| Costa Rica           | poppy |
| Guatemala            | bombón |
| México               | paleta, tutsi (apócope del nombre comercial Tutsi Chupa Pop). |
| Cuba                 | chambelona, chupa-chupa |
| República Dominicana | bolón, paleta |
| Puerto Rico          | paleta |
| España               | chupachús (deformación de la marca registrada Chupa Chups). |
| Asturias (España)    | porra, polo |